# Eugenia costenoblei
Eugenia costenoblei är en myrtenväxtart som beskrevs av Elmer Drew Merrill. Eugenia costenoblei ingår i släktet Eugenia och familjen myrtenväxter. Inga underarter finns listade i Catalogue of Life.